# Dufourea dysis
Dufourea dysis là một loài Hymenoptera trong họ Halictidae. Loài này được Ebmer mô tả khoa học năm 1993.